# 卢卡斯·霍费尔

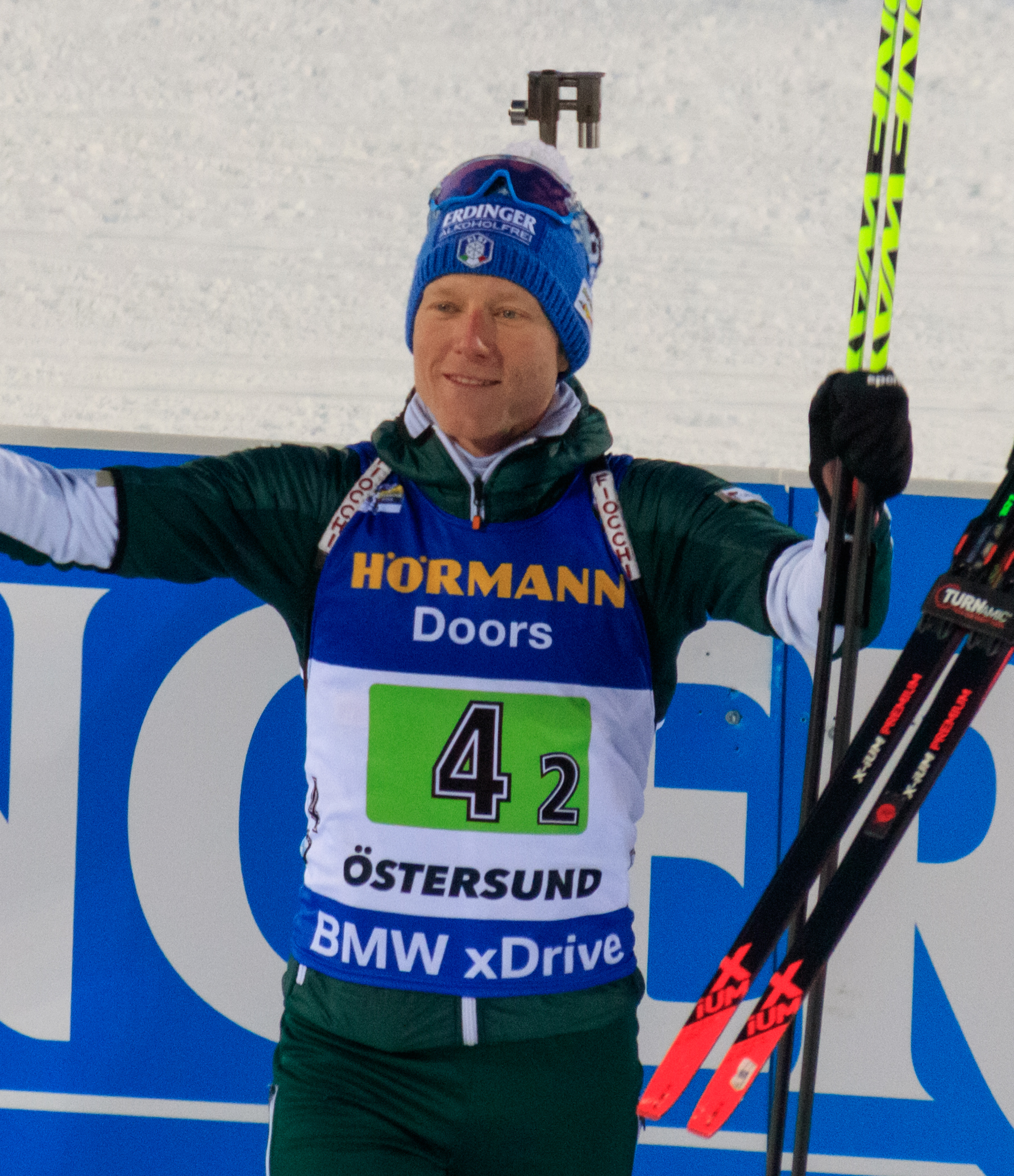
卢卡斯·霍费尔

卢卡斯·霍费尔（德語：Lukas Hofer，1989年9月30日—），意大利男子冬季两项运动员。他曾代表意大利参加2010年、2014年、2018年和2022年冬季奥林匹克运动会冬季两项比赛，获得两枚铜牌。